# Janakpur Road
Janakpur Road é um cidade no distrito de Sitamarhi, no estado indiano de Bihar.

## Demografia
Segundo o censo de 2001, Janakpur Road tinha uma população de 13.341 habitantes. Os indivíduos do sexo masculino constituem 53% da população e os do sexo feminino 47%. Janakpur Road tem uma taxa de literacia de 64%, superior à média nacional de 59,5%: a literacia no sexo masculino é de 72% e no sexo feminino é de 55%. Em Janakpur Road, 17% da população está abaixo dos 6 anos de idade.